# Juno und Argus
Das Gemälde Juno und Argus von Peter Paul Rubens (Öl auf Leinwand, 249 × 296 cm) stammt aus dem frühen 17. Jahrhundert und zeigt eine Szene aus der griechischen Mythologie. Es ist im Kölner Wallraf-Richartz-Museum & Fondation Corboud (Inventar-Nr.: WRM 1040) eines der bedeutendsten Ausstellungsstücke.

## Beschreibung
Im Zentrum des Bildes lösen zwei Frauen mit einer Art Pinzette akribisch die Augen aus dem abgeschlagenen Kopf einer muskulösen männlichen Figur, die enthauptet vor ihnen zu Boden liegt. Im Kontrast zur Grausamkeit dieser Szene sind die beiden Frauen beinahe komplett barbusig und in farbenprächtige Gewänder gekleidet. Die Hintere, unter einem Regenbogen stehend, in Hellblau. Die Vordere trägt ein rotes Kleid, zudem ein Diadem, den Oberkörper umspielt ein reicher goldener Überwurf. Die bekrönte Figur lässt die herausgelösten Augen mit der Hand auf die Schleppe eines von zwei prächtigen Pfauen fallen. Rechts der Bekrönten ist im Anschnitt ein goldener Wagen erkennbar, etwas dahinter naht eine weitere junge Frauenfigur als Schulterstück, einen Blick auf die Szene erhaschend. Als weiteren Kontrast erkennt man am linken Bildrand niedlich-feiste, mit den Federn der Pfauen spielende Putten mit einer Haut, die in zahlreichen rosafarbenen Abstufungen glänzt. Diese Haut steht im Gegensatz zur fahlen Hautfarbe des dargestellten Enthaupteten. 

## Bildthema
Juno, die Gattin des Jupiter, mit goldenem Diadem gekrönt und intensiv rotem, in vielen Farbnuancen leuchtenden Gewand bekleidet, verrichtet diese makabre Arbeit, tatkräftig unterstützt von Iris, der Personifikation des Regenbogens. Die hundert Augen des Getöteten, der Argus hieß, werden dann von Juno in den Schwanz ihres Pfaus eingesetzt.
Der antike Dichter Ovid überliefert in seinen Metamorphosen die Geschichte, die Peter Paul Rubens dargestellt hat (Ovid, Metamorphosen I, 721–724). Jupiter, der Seitensprüngen nie abgeneigt war, wurde bei einem Treffen mit der schönen Io von seiner Frau Juno überrascht. Gerade noch rechtzeitig verwandelt der Göttervater seine Geliebte in eine schneeweiße Kuh. Auch als Kuh ist sie schön, und Juno muss ihre Schönheit loben. Doch dann erbittet Juno das Tier als Geschenk. Um sich nicht zu verraten, bleibt Jupiter nichts anderes übrig, als ihrem Wunsch zu entsprechen. Die misstrauische Juno aber fürchtet zu Recht, dass ihr die Kuh entwendet werden könnte und übergibt sie schließlich in die Obhut des Argus. Rings um den Kopf hatte er hundert Augen. Von diesen schlossen sich abwechselnd jeweils zwei zur Ruhe, die übrigen gaben acht und blieben auf Wache, schreibt Ovid.
Jupiter ist diese Situation unerträglich. So schickt er den schwatzhaften Götterboten Merkur, um Io zu befreien. Merkur nun erzählt Argus mit vielen Worten und ruhiger Stimme lange Geschichten und versucht ihn mit seinem Flötenspiel zu bezwingen (I, 684). Und tatsächlich, irgendwann waren sämtliche Augen des Argus, vom Schlaf überwältigt, geschlossen. (…) Merkur zückt sein krummes Schwert und schlägt damit Argus – der nickt im Schlaf – dort eine Wunde, wo sich das Haupt mit dem Halse verbindet.
Auf diesem Bild, das um 1610 entstanden sein dürfte, sind die Göttinnen jetzt damit befasst, dem toten Argus gleichsam ein Denkmal zu setzen. Auf den Federn des Pfaus sollen Argus’ Augen fortleben. Dem Einsetzen der Argusaugen in das Gefieder des Pfaus begegnet man in der Kunst nur sehr selten. In der Regel wählten die Künstler den Augenblick vor der Enthauptung. Auch Rubens selbst hat auf einem anderen Gemälde, das er für die Ausstattung eines Lustschlosses des spanischen Königs Philipp IV. geschaffen hat, diesen Moment der Tötung des Argus dargestellt. Das Bild hängt heute im Prado in Madrid, – entstanden ist es um 1636/38.

## Deutung
Welche Gründe Peter Paul Rubens bewogen haben, die seltene Szene dieses Bildes auszuwählen, ist unklar. Am Ende des Textes von Ovid heißt es: Erloschen ist das Licht, das in so vielen Augen Dir strahlte! Hundert Augen deckte nun eine Nacht! Die Geschichte dreht sich also auch um das Thema Licht und Dunkel, um Optik. Verfolgt man diese Gedanken weiter, so fällt auf, dass Rubens „Iris“ mit ins Bild setzt, die bei Ovid in der Argus-Geschichte gar nicht vorkommt. Iris ist eine Götterbotin, die Juno zu Diensten steht. Iris, das griechische Wort für „Regenbogen“, wird im Bild durch einen Regenbogen als Verbindung zwischen der himmlischen und der irdischen Sphäre versinnbildlicht. „Iris“ bzw. „Regenbogenhaut“ wird auch der Teil des menschlichen Auges genannt, der die Pupille umgibt. Auch hier also besteht eine Beziehung zur Optik.
Ein Farbakkord beginnt mit gelb/gold rechts im Bild am Wagen und am Gewand der Juno – bei der Frau auf dem Wagen wird es sich um eine weitere Dienerin Junos handeln. Dann setzt er sich über die große Fläche des intensiven Rots von Junos Gewand fort und führt sodann zum blauen Kleid der Iris. Diesem Akkord begegnet man – durch ergänzte Mischfarben – im Regenbogen wieder.
„Blau, Rot, Gelb“ sind die Grundfarben der Farbenlehre, die sich in den Sechs Büchern über die Optik des Antwerpener Jesuitenpaters Franciscus Aguilonius findet. Aguilons Buch, in Antwerpen gedruckt, und Rubens’ Bild sind etwa gleichzeitig entstanden. Wie weit sich Rubens und Aguilon kannten, ist unbekannt, doch fest steht, dass Rubens zu Aguilons Werk das Titelbild entwarf. Es fällt auf – und auch dies gehört zum Bereich optischer Wahrnehmung –, wie brillant Rubens unterschiedlichste Hauttönungen darstellen konnte. Unzählige Farbnuancen von rosa bis weiß bilden die rosige Haut der Putten und die etwas weißere Haut der Göttinnen. Der muskulöse Leichnam des Argus erscheint aber schon in bleicher Totenstarre. Ebenso grandios hat es Rubens vermocht, Stoffe wiederzugeben. Das Licht scheint sich hundertfach in den Gewändern zu brechen. So erzeugen die zahllosen Farbtöne, die virtuos – zum Teil mit dickem Pinselstrich – gesetzt wurden, den Eindruck einer sehr schweren, festen Seide. Rubens theoretisiert also nicht nur über optische Effekte, sondern er setzt sie auch aufs trefflichste in seiner Malerei um.
Schließlich seien weitere Bedeutungsebenen des Argus-Mythos nicht verschwiegen, die bei Rubens wenigstens mitschwingen dürften. Der niederländische Kunsttheoretiker Karel van Mander, der 1604 eine damals vielgelesene Auslegung der Metamorphosen Ovids verfasste, interpretierte Argus als den menschlichen Verstand, der der (tierischen) Io beigegeben wird. Der Verstand aber wird durch Merkur in einen wollüstigen Schlaf versetzt und wurde daher verletzlich.
In der Emblematik, d. h. in Sinngedichtsammlungen, denen jeweils kleine Illustrationen zur Seite gestellt wurden, findet man ebenfalls die Argus-Geschichte. Dort heißt es zum Beispiel: Niemand ist so wachsam, dass ihn nicht ein süßer Schmeichler unter dem Schein der Freundschaft täuschen könnte.